# ميخائيل إريك دايسون
ميخائيل إريك دايسون (بالإنجليزية: Michael Eric Dyson)‏ (مواليد 1958) هو أكاديمي، ومؤلف، وواعظ، ومقدم برامج إذاعية، وهو بروفيسور في علم الاجتماع بجامعة جورجتاون. وصفه ميخائيل إيه. فليتشر بأنه «دكتور في الفلسفة في جامعة برينستون وطفل شوارع لا يعاني أبدًا من الفصل بين الشخصيتين». ألف دايسون أو حرر أكثر من عشرين كتابًا يتناول العديد من المواضيع مثل مالكولم إكس، ومارتن لوثر كينغ جونيور، ومارفين غاي، وباراك أوباما، وألبوم ناز الأول بعنوان إلماتيك، وبيل كوسبي، وتوباك شاكور وإعصار كاترينا.

## المعتقدات
تتجسد فلسفة دايسون العامة بأن الأمريكيين السود لا يزالون يعانون من أجيال من القمع المستمر. اقترح دايسون، في مقابلة له على قناة فوكس نيوز مع تاكر كارلسون، أن الأمريكيين البيض الذين يبحثون عن طرق لمواجهة امتياز البيض يتمكنون من بذل جهود فردية للمساهمة بالوقت والمال لدعم مجتمعات السود المحلية.

## الحياة الشخصية
وُلِد ميخائيل إريك دايسون في 23 أكتوبر عام 1958 في مدينة ديترويت في ولاية ميشيغان، وهو ابن أدي ماي ليونارد الذي كان من ولاية ألاباما. تبناه زوج والدته الذي يُدعى إيفريت دايسون. التحق بمدرسة كرانبروك في بلومفيلد هيلز بولاية ميشيغان على أساس منحة أكاديمية، ولكنه غادر وأكمل دراسته في مدرسة نورثويسترن الثانوية. أصبح كاهن الكنيسة المعمدانية رسميًا في سن التاسعة عشرة. دخل سنته الأولى في كلية نوكسفيل في سن الحادية والعشرين، وذلك بعد أن عمل في مصانع في ديترويت لمساعدة عائلته. 
حصل دايسون على درجة البكالوريوس مع شرف الثناء الكبير من كلية كارسون نيومان في عام 1985. حصل بعد ذلك على دكتوراه في الدين من جامعة برينستون في عام 1993، وذلك بعد الانتهاء من أطروحته بعنوان «استخدامات الأبطال: الاحتفال والنقد في تفسير مالكولم إكس ومارتن لوثر كينغ جونيور». 
خدم دايسون في مجلس إدارة مؤسسة الأرض المشتركة، وهي مشروع مخصص لتمكين الشباب الحضر في الولايات المتحدة. كان دايسون وزوجته الثالثة، مارسيا إل. دايسون، ضيفين ومتحدثين منتظمين في مهرجان معهد أسبن للمؤتمرات والأفكار، «متحدثو عام 2011، مارسيا دايسون»، مهرجان أسبين للأفكار. استضاف دايسون مؤخرًا برنامجًا تلفزيونيًا بعنوان الكلمة الخام (ذا راو وورد).
لدايسون ابن واحد، مايكل إريك دايسون الثاني، والذي وُلِد في 22 مايو عام 1978 في ديترويت من زوجته الأولى تيريزا تايلور، وابنتين، مواتا وميشا دايسون، وثلاثة أحفاد.

## الخلافات
وصف دايسون السياسية المحافظة كانداس أوينز في نقاش عام 2018 في برنامج النبض (ذا بيت) على قناة إم إس إن بي سي التلفزيونية بأنها «فتاة صغيرة». اعتذر دايسون حينها عن قوله ذلك.
وصف دايسون أيضًا أستاذ علم النفس الكندي جوردان بيترسون خلال مناظرة مونك لعام 2008 حول موضوع الصوابية السياسية بأنه «رجل أبيض لئيم ومجنون».

## وصلات خارجية
- الموقع الرسمي
- ميخائيل إريك دايسون على موقع IMDb (الإنجليزية)
- ميخائيل إريك دايسون على موقع ميوزك برينز (الإنجليزية)
- ميخائيل إريك دايسون على موقع إن إن دي بي (الإنجليزية)
- ميخائيل إريك دايسون على موقع قاعدة بيانات الفيلم (الإنجليزية)